# Calle de Covarrubias
La calle de Covarrubias es una vía pública de la ciudad española de Madrid, situada en el barrio de Trafalgar, distrito de Chamberí.

## Descripción
La vía discurre desde la calle de Sagasta hasta la de Luchana. Honra con el título a Diego de Covarrubias (1512-1577), jurista, político y eclesiástico del siglo XVI, natural de Toledo. Aparece descrita en Las calles de Madrid (1889) de Hilario Peñasco de la Puente y Carlos Cambronero con las siguientes palabras:

Covarrubias. Comienza en la calle de Luchana y sale al campo. Es de apertura moderna. Diego Covarrubias y Leiva, llamado el Bartolo español, nació en Toledo en 1512. Nicolás Clenard y Fernando Nonio fueron sus maestros en idiomas, y estudió Jurisprudencia con Azpilicueta. En Salamanca, y no contando aún veintiséis años, explicó Derecho canónico. Covarrubias ha sido siempre considerado, por propios y extraños, como uno de los primeros juriconsultos de su tiempo. La mejor edición de sus obras es la ginebrina, la cual se compone de cinco tomos en folio.
(Peñasco de la Puente y Cambronero, 1889, p. 504)